# Casa del Monte
Casa del Monte es un núcleo de población del municipio de Liérganes (Cantabria, España). En el año 2008 contaba con una población de 47 habitantes (INE). La localidad se encuentra a 100 metros de altitud sobre el nivel del mar, y a 5,2 kilómetros de la capital municipal, Liérganes.